# Pongpipat Siriamornrattana
Pongpipat Siriamornrattana (thailändisch พงษ์พิพัฒน์ ศิริอมรรัตน; * 22. Juni 2005) ist ein thailändischer Fußballspieler.

## Karriere
Pongpipat Siriamornrattana stand die Spielzeit 2023/24 beim Drittligisten RBRU Chanthaburi United FC unter Vertrag. Mit dem Verein aus Chanthaburi spielte er neunmal in der Eastern Region der Liga. Anfang August 2024 wechselte er in die zweite Liga. Hier schloss er sich in Trat dem Trat FC an. Sein Zweitligadebüt gab Siriamornrattana am 22. Dezember 2024 (17. Spieltag) im Auswärtsspiel gegen den Nakhon Si United FC. Bei der 6:1-Niederlage wurde er in der 90.+2 Minute für Saharat Sontisawat eingewechselt.